# La freccia di fuoco
La freccia di fuoco (Blood Arrow) è un film del 1958 diretto da Charles Marquis Warren.
È un western statunitense con Scott Brady, Paul Richards e Phyllis Coates.

## Produzione
Il film, diretto da Charles Marquis Warren su una sceneggiatura di Fred Freiberger, fu prodotto da Robert Stabler per la Emirau Productions e la Regal Films e girato nell'Iverson Ranch a Chatsworth, Los Angeles, California, da metà agosto a fine agosto 1957.

## Distribuzione
Il film fu distribuito con il titolo Blood Arrow negli Stati Uniti dal 1º aprile 1958 al cinema dalla Twentieth Century Fox.
Altre distribuzioni:
- in Grecia (Matomeno velos)
- in Italia (La freccia di fuoco)

## Critica
Secondo il Morandini il film punta "sui conflitti psicologici tra i personaggi più che sull'azione".

## Promozione
La tagline è: Hired guns against Blackfoot savages..